# Katarinabergets skyddsrum

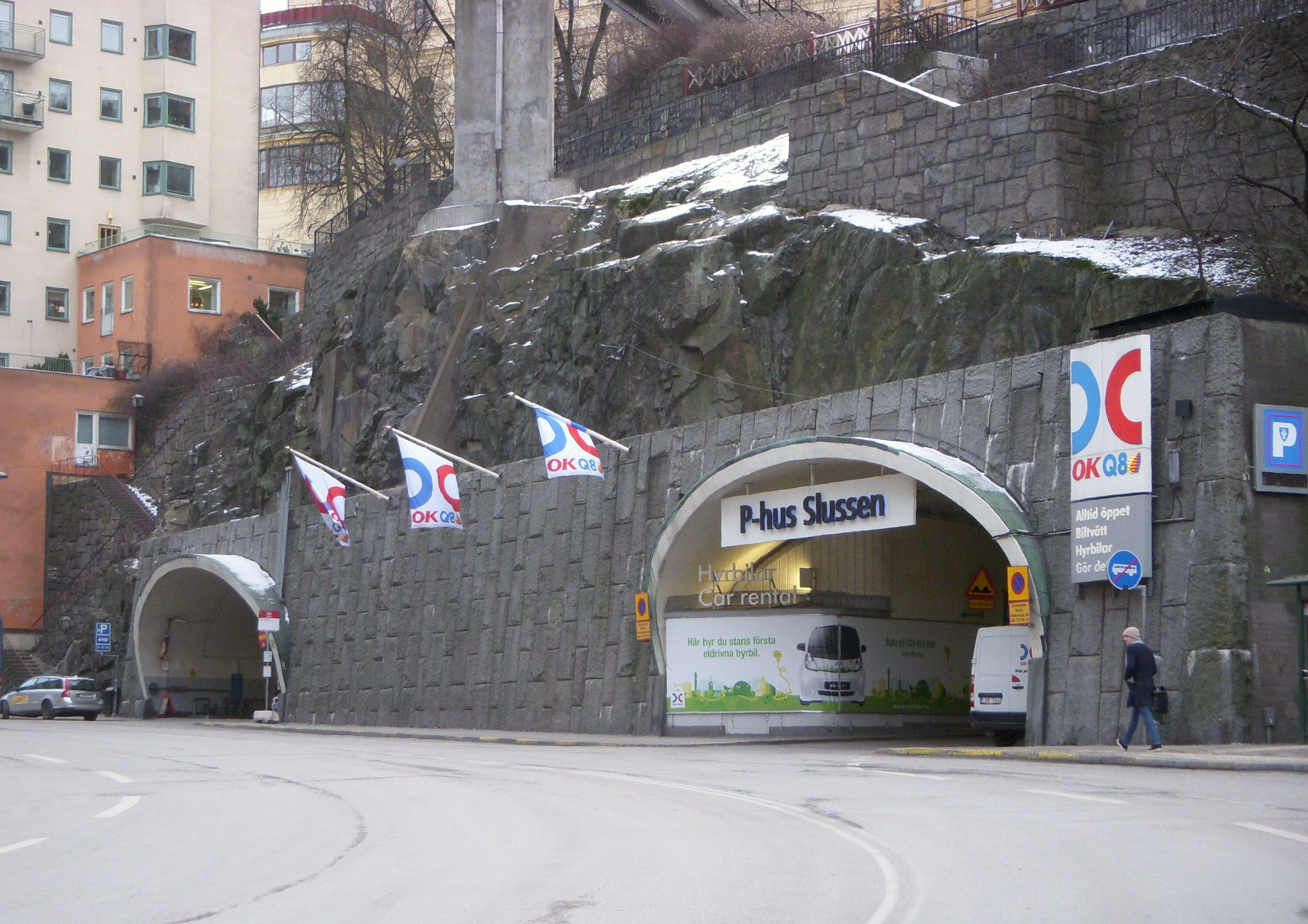
Katarinabergets garage och skyddsrum från Katarinavägen, 2012.

Detaljer
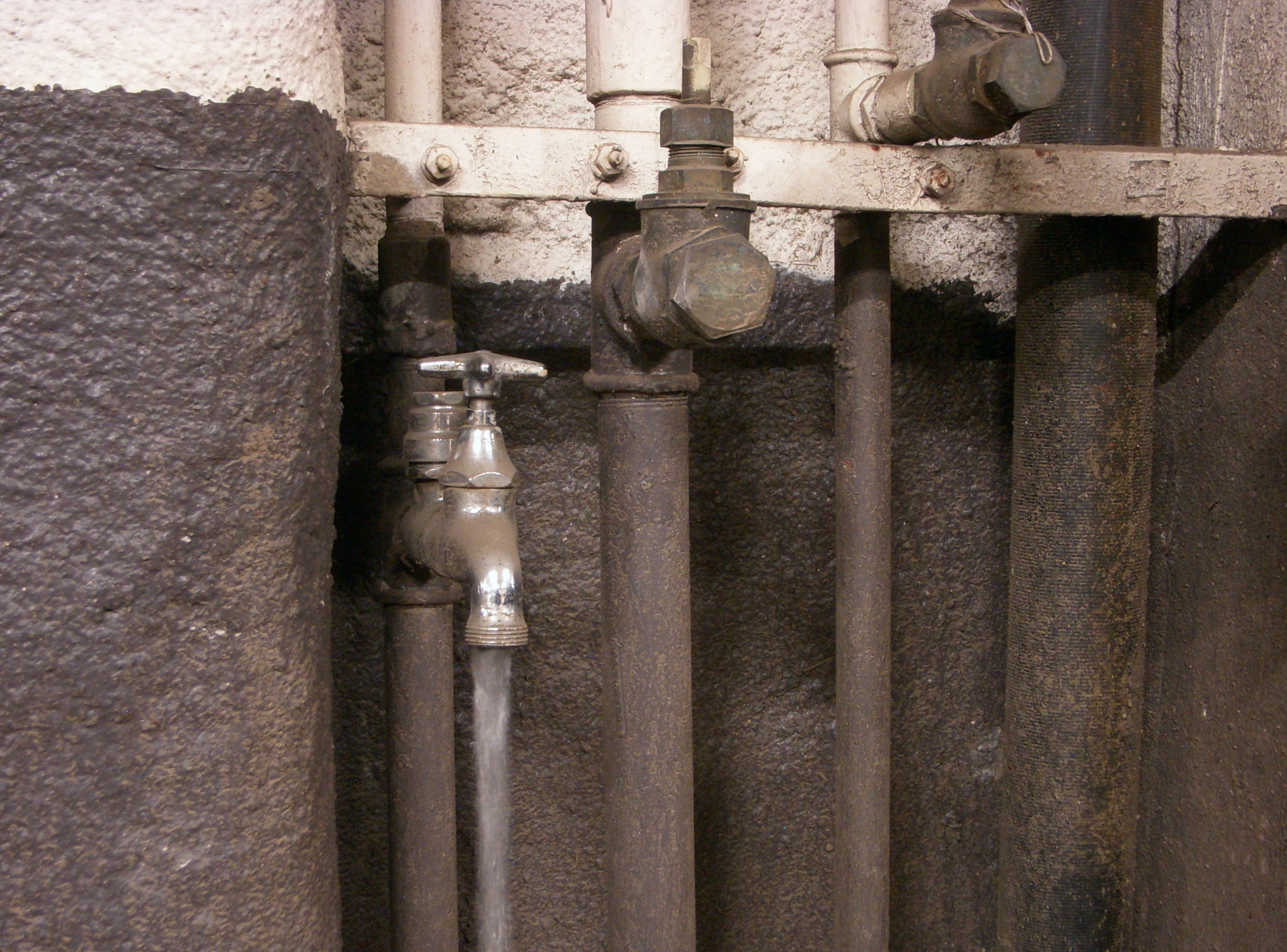
Dricksvatten
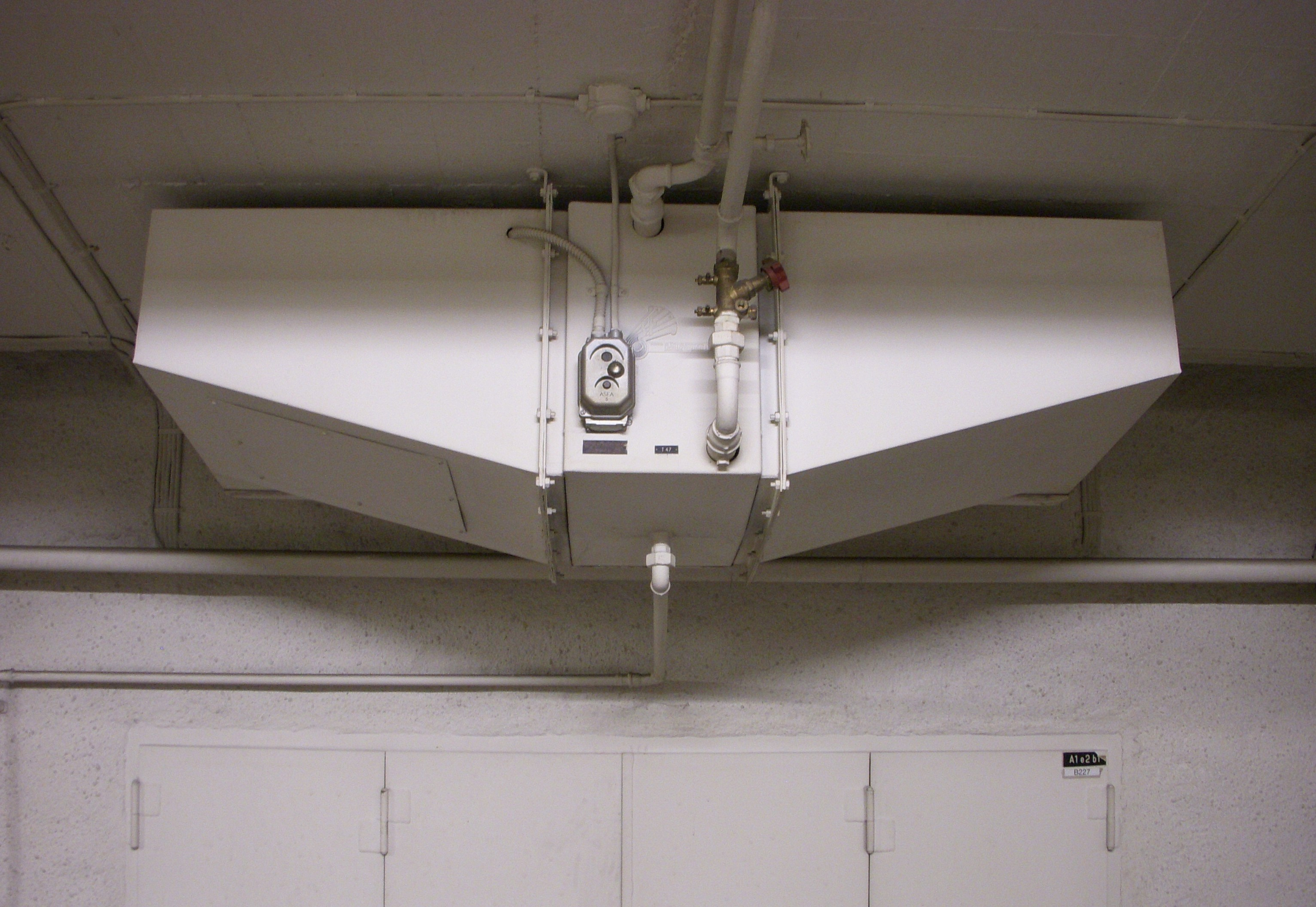
Kylaggregat
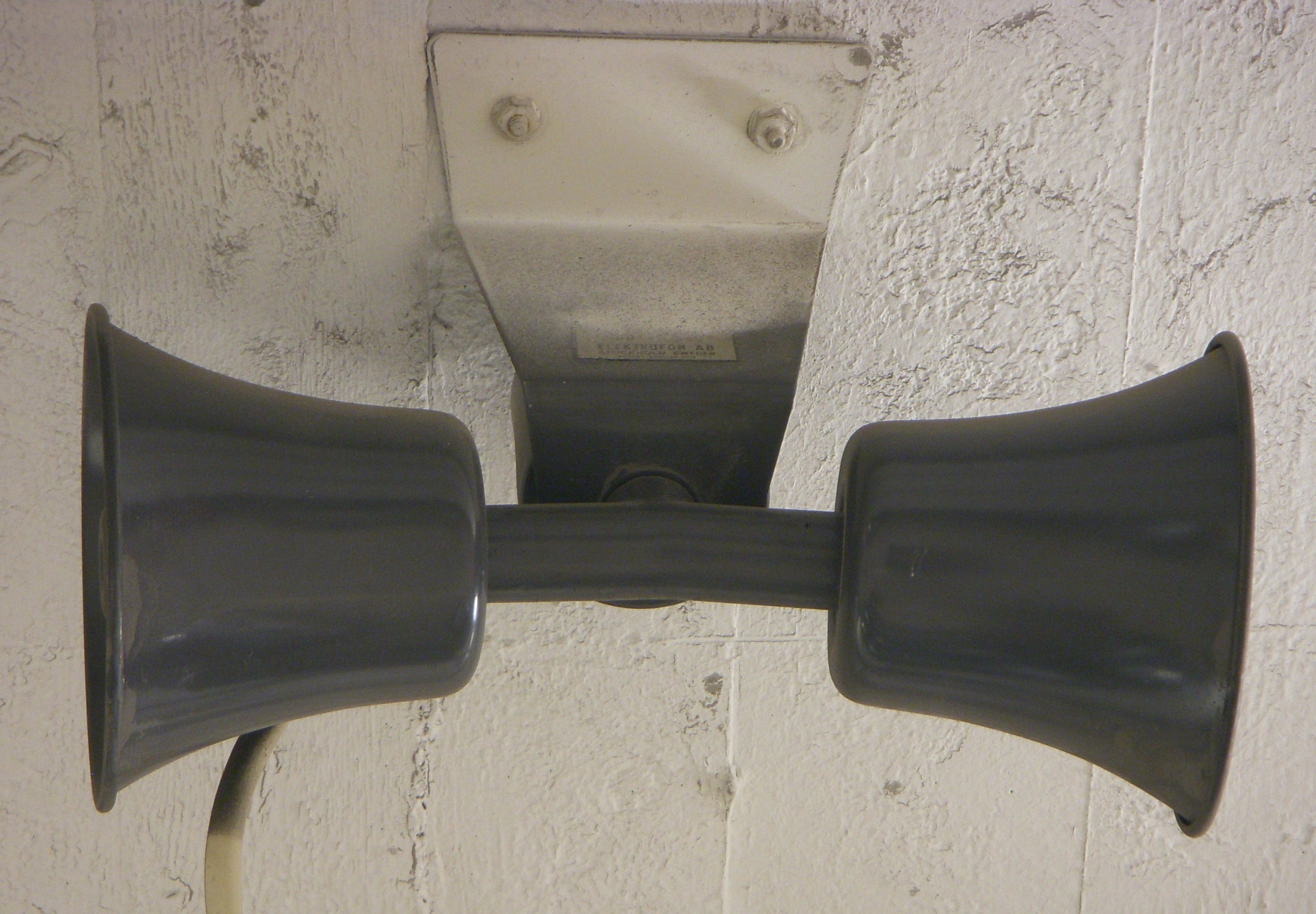
Högtalare
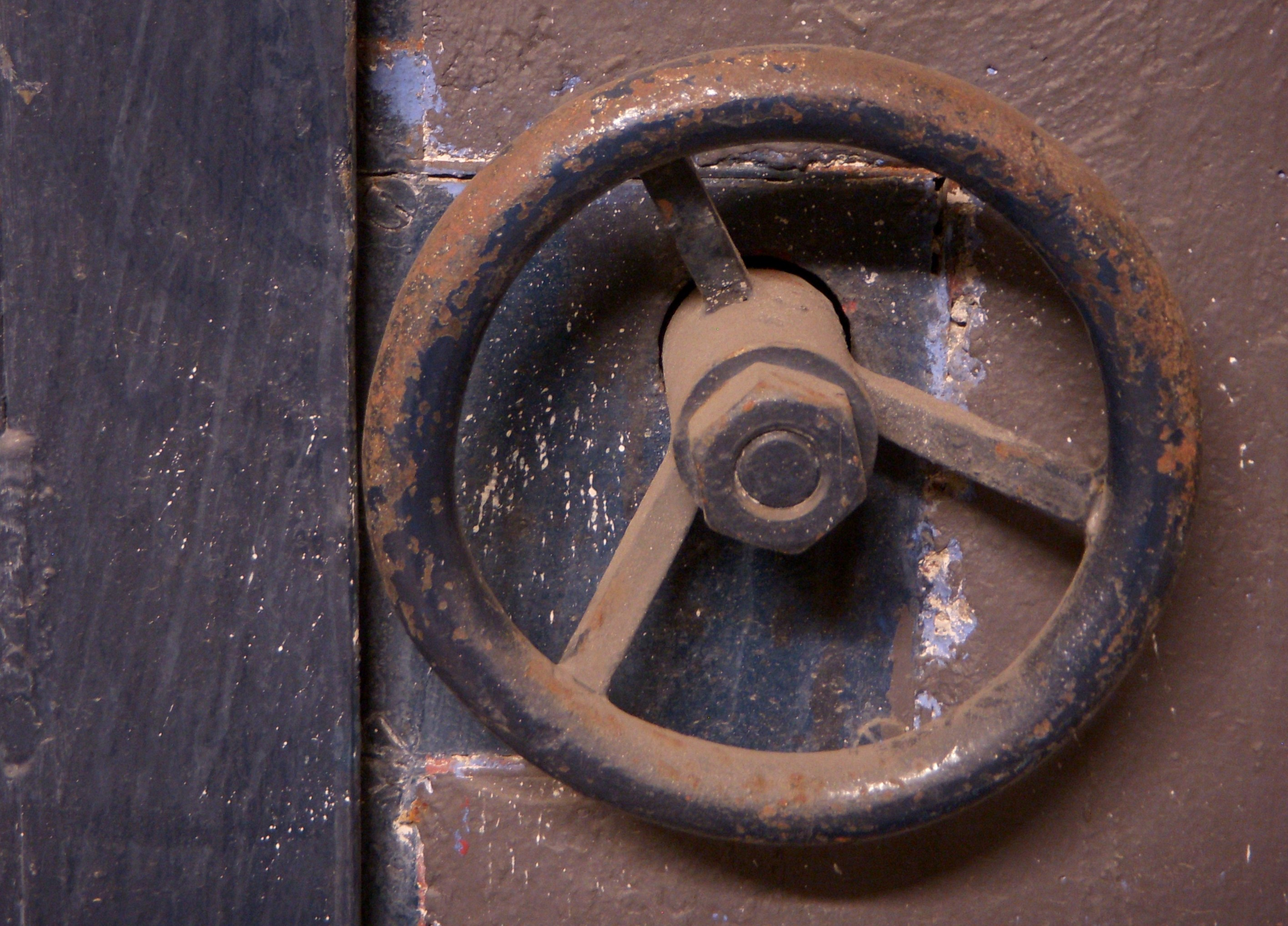
Manöverratt

Katarinabergets skyddsrum (även "P-hus Slussen") ligger insprängt i Katarinaberget på Södermalm i Stockholm. Skyddsrummet är stadens största skyddsrum för civilbefolkning, byggt mellan 1952 och 1957 och nyttjas som bilgarage i fredstid. När det stod färdigt 1957 var det världens största atombombssäkra skyddsrum och Europas största parkeringshus. Anläggningen hade plats som skyddsrum för cirka 20 000 personer respektive som P-hus för 550 bilar.

## Bakgrund

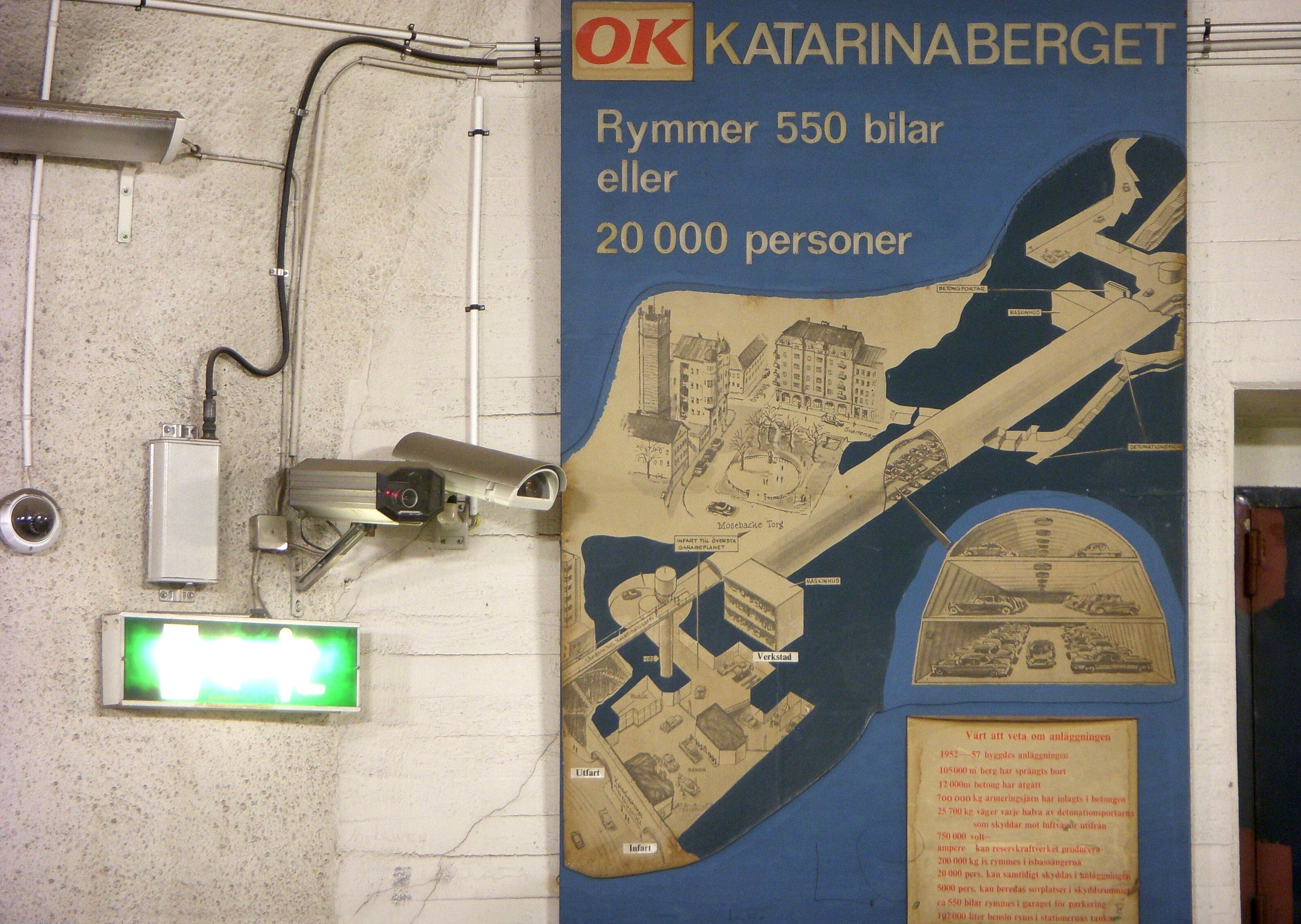
Informationsskylt med sprängskiss.

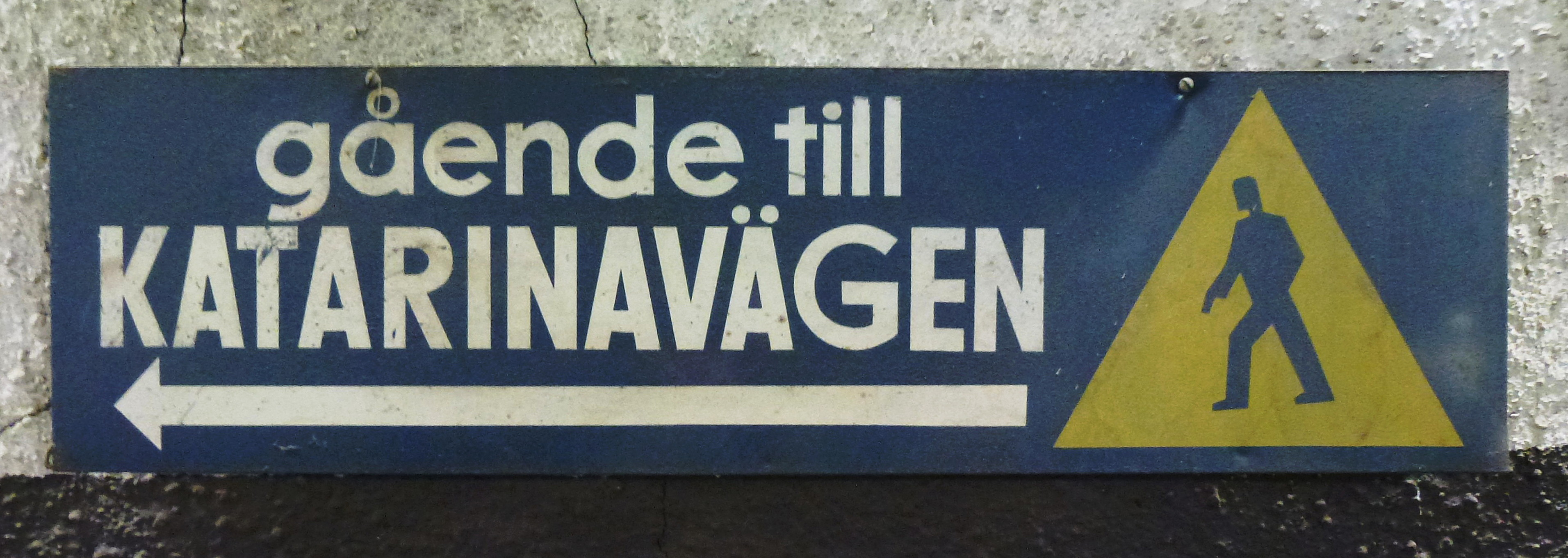
Skylt för gående till Katarinavägen.

Under kalla krigets tid befarade den svenska regeringen ett kärnvapenangrepp mot Sverige och landet hade till och med för avsikt att utveckla en egen atombomb (se Svenska kärnvapenprogrammet). I Sverige började man genom Civilförsvarsstyrelsen på 1950-talet planera och bygga så kallade befolkningsskyddsrum på 14 platser i landet. I Stockholm rådde det brist på skyddsrumsplatser samtidigt som det saknades parkeringshus för stadens allt fler bilar.
Under 1950- och 1960-talen anlades flera stora skyddsrum för civilbefolkningen i Stockholm. Bland dem "Skyddsrummet Klara/Vattugaraget" (yta 6 650 m²), "Skyddsrummet Johannes/Philipsonsgaraget" (yta 7 400 m²) och det största; "Katarinabergets skyddsrum/P-hus Slussen".
För att skydda befolkningen mot luftangrepp anlades fram till 1990-talet dessutom omkring 14 500 mindre "kärnvapensäkra" skyddsrum av varierande storlek med sammanlagt ca 1,7 miljoner platser i Stockholms län. I samband med varje bygglovansökan vid nybyggnader eller tillbyggnader krävdes ett så kallat skyddsrumsbesked av byggherren, där kommunen bestämde hur många nya skyddsrumsplatser det skulle behövas. I Stockholms innerstad, där det saknades många skyddsrumsplatser, hade 18 tunnelbanestationer förberetts för att snabbt kunna iordningställas som skydd för civilbefolkningen.
Bakom projektet för Katarinabergets skyddsrum stod Bilägarnas Inköpscentral, IC (numera OKQ8), som fick lov att bygga ett parkeringshus i Katarinaberget mot att det även kunde användas som skyddsrum i krigsfall. Ett hyresavtal på 35 år slöts mellan IC och Stockholms stad, vilket förlängdes efter hand.

## Bygget

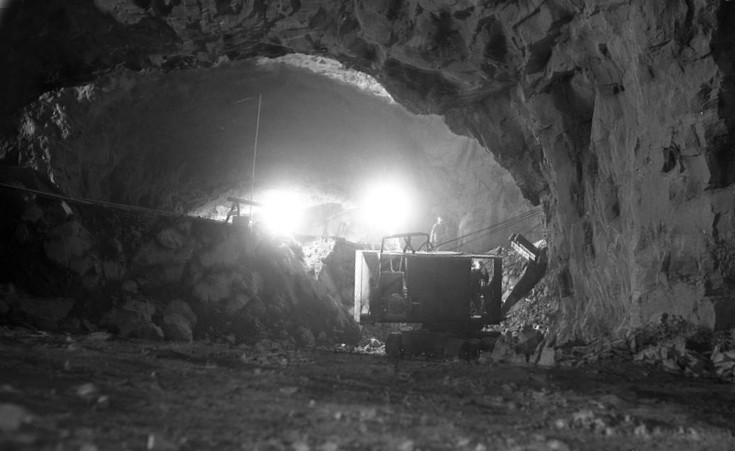
Sprängarbetena i september 1952.

År 1952 började man från två håll spränga sig igenom Katarinaberget för att bygga ett kombinerat skyddsrum och parkeringshus. Efter åtta månader möttes de två sprängarlagen, men det dröjde till 1957 innan allt var på plats. Då hade 105 000 m³ berg sprängts ut, 12 000 m³ betong gick åt som armerades med 700 ton armeringsjärn.
Vid Katarinabergets skyddsrum rör det sig om ett så kallat "bergfast skyddsrum" för allmänheten, utfört som en fristående bunker inne i bergrummet. Hela bygget är cirka 400 meter långt och sträcker sig i nord-sydlig riktning under norra delen av Södermalm. Huvudtunneln är uppdelad på tre våningsplan. Anläggningen var vid färdigställandet världens största atombombssäkra skyddsrum, som Expressen i en specialbilaga kunde rapportera den 14 januari 1957. I oktober 1955 öppnade bensinstationen och när garaget stod klart var det Europas största i sitt slag.
Det enorma bygget uppmärksammades även internationellt, bland annat publicerade den amerikanska veckotidskriften LIFE Magazine 1955 på sju sidor artikeln Underground Sweden – ‘Operation Granite’ builds world’s best shelters against a-war och 1959 producerade brittiska BBC en film som visade bland annat Katarinabergets skyddsrum.

Historiska bilder
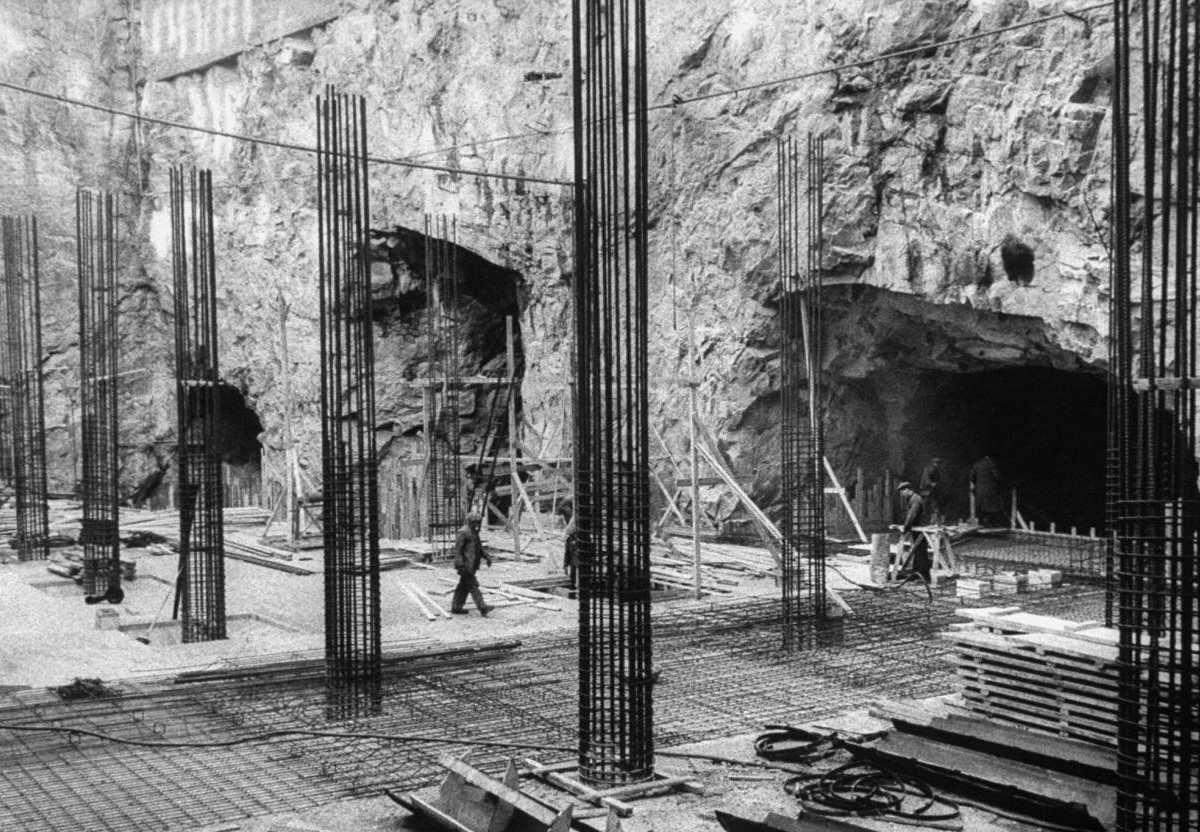
Byggarbeten, armering och betong 1955
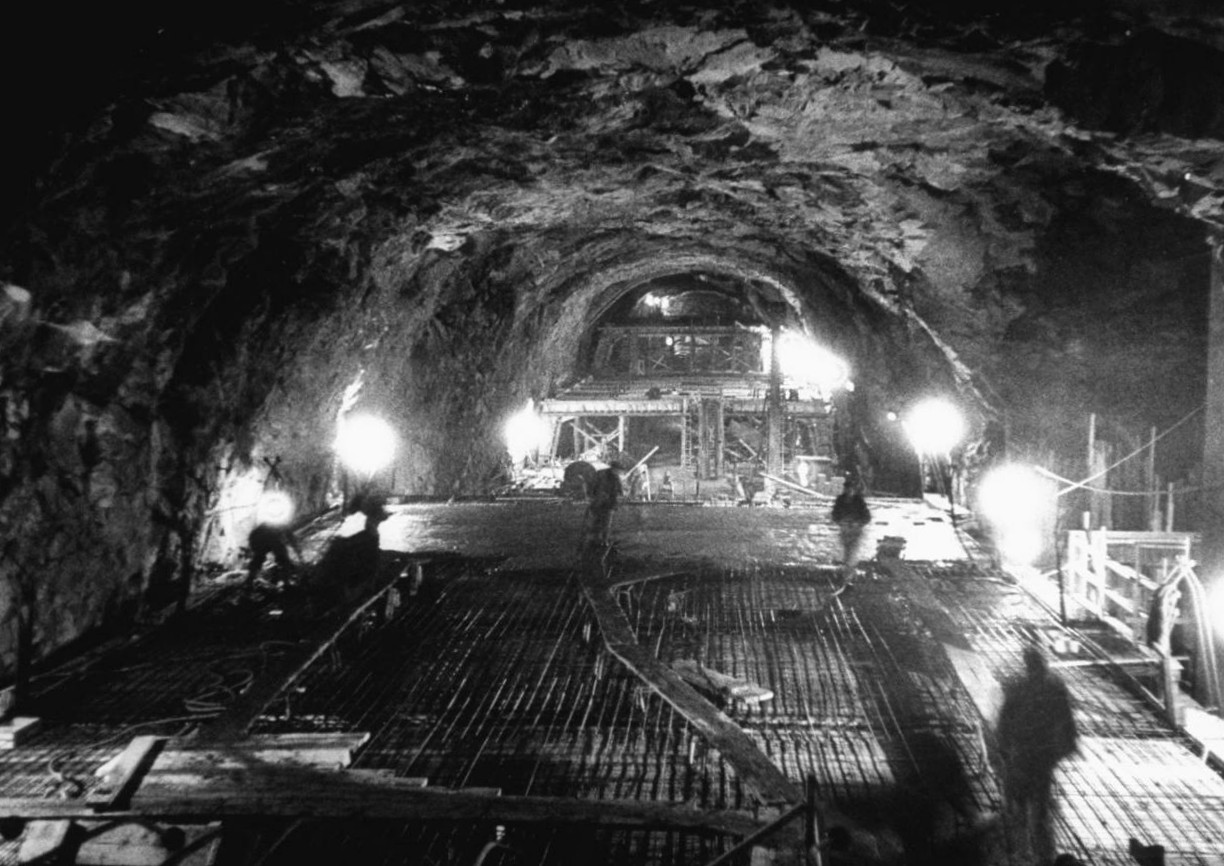
Byggarbeten för huvudtunneln 1955
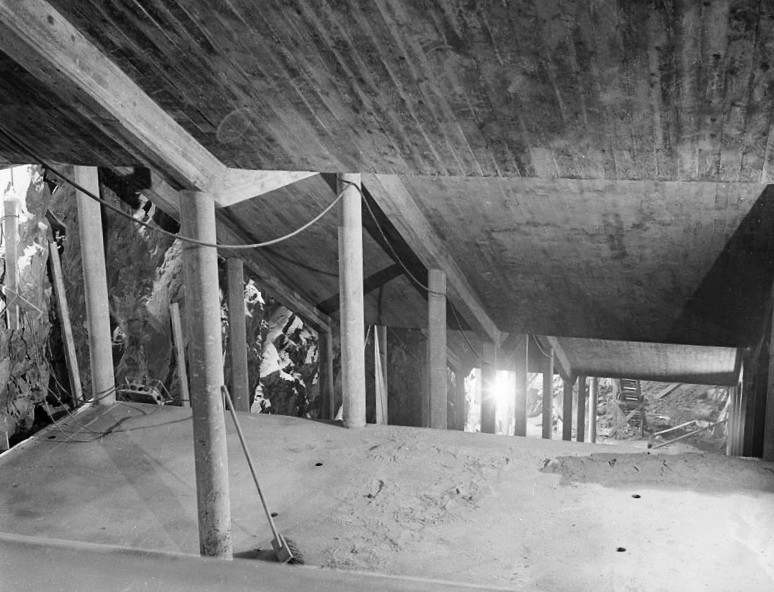
Trappan från Högbergsgatan byggs 1955
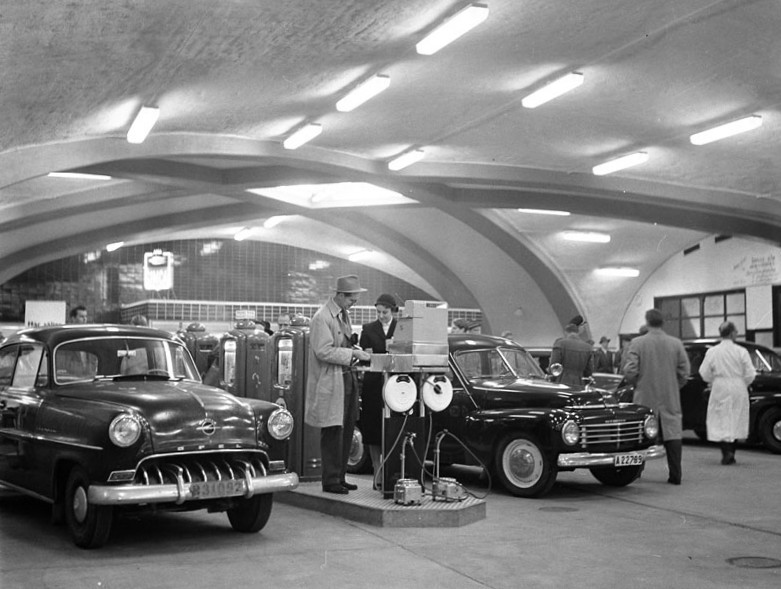
Bensinstation öppnas 1955

## Funktion

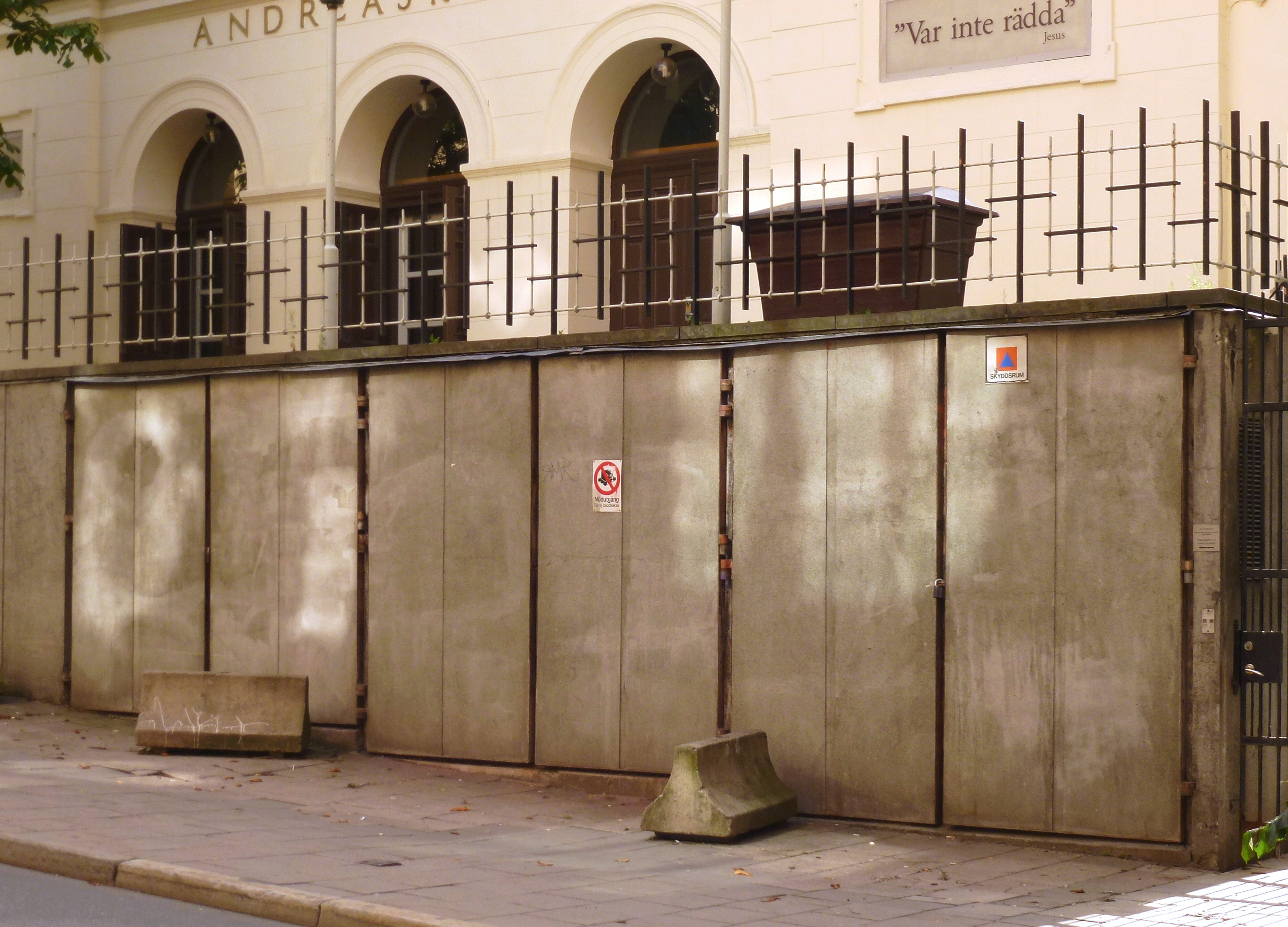
Inrymningsväg från Högbergsgatan, nedanför Andreaskyrkan.

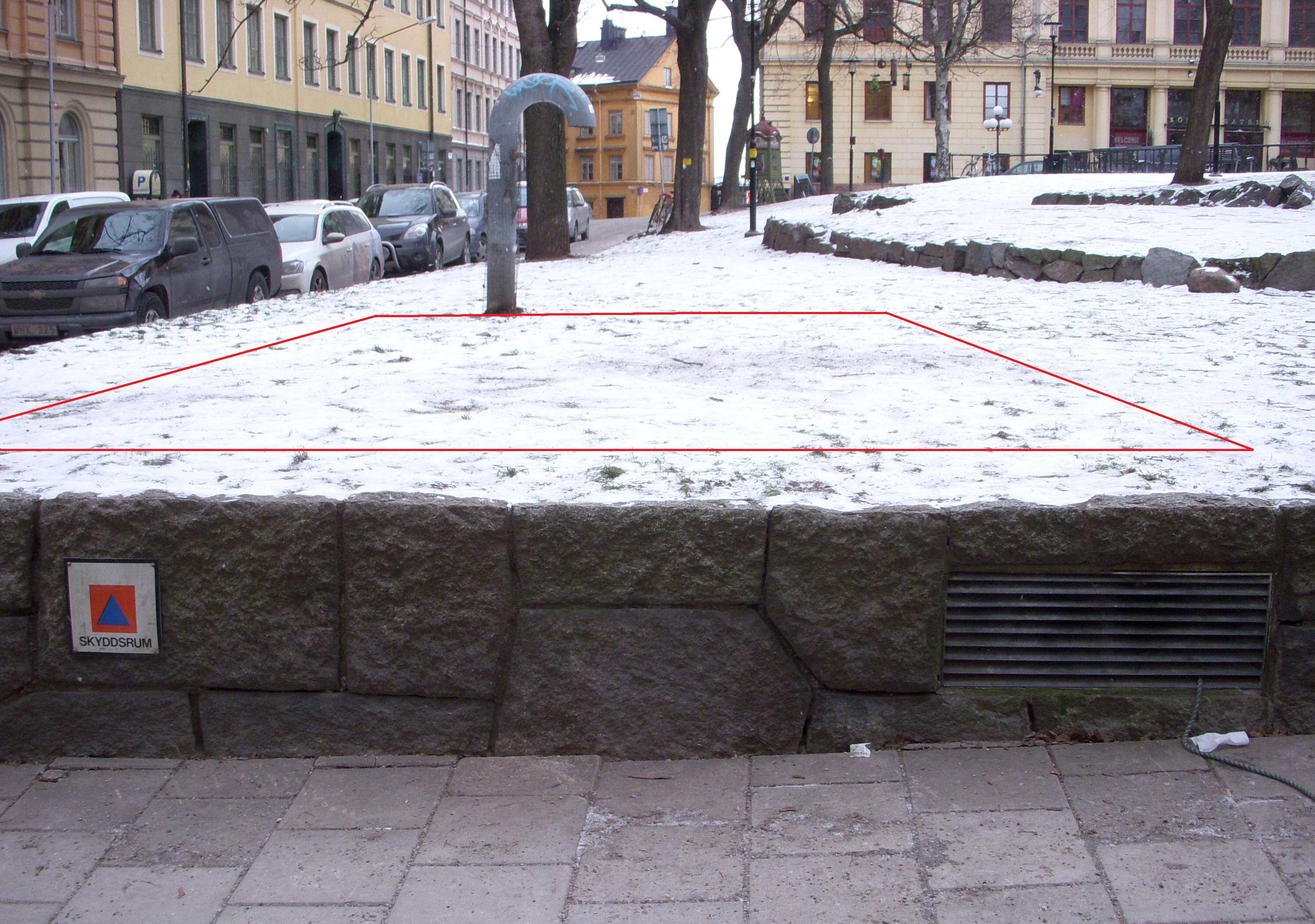
Dold ingång i parken vid Mosebacke torg (markerad med rött).

Skyddsrummet blev 15 900 m² stort och skulle ge plats åt totalt cirka 20 000 personer, varav 5 000 kunde beredas sängplatser. Anläggningen, som utformades av arkitekten Allan Werner, sträcker sig in i Katarinaberget från Katarinavägen under Mosebacke torg ända till Björns trädgård. Det finns elva inrymningsvägar. De största är från Katarinavägen och Tjärhovsgatan.
Bakom tre dubbelportar av betong vid Högbergsgatan 31, under Andreaskyrkan, går trapporna ner i underjorden och även från Mosebacke torg. För att iordningställa nedgången vid Mosebacke torg får man gräva upp en del av parken för att frilägga förseglingen till trapporna. Allt som syns är ett ventilationsrör på gräsmattan och ett luftgaller samt skyddsrumsskylten på stödmuren mot Svartensgatan. Det fanns även planer för en nödtunnel till tunnelbanan vid Slussen, men den byggdes aldrig.
I krigsfall kan sex 51 400 kg tunga detonationsportar rulla fram med hjälp av elektriska motorer och säkra utrymmena mot omvärlden. Mekaniken renoverades så sent som 1989 och fungerar än idag (2012). Dessutom finns ett eget reservkraftverk som producerar 750 000 Watt och drivs av sju dieselmotorer. För klimatiseringen byggdes även kraftiga kylaggregat, matade från bassänger med plats för 200 ton is, och en omfattande luftreningsanläggning. Bland övrig utrustning märks en dekontamineringsanläggning för rengöring från radioaktivt nedfall och ursprungligen 250 vattentoaletter som vid renoveringen på 1980-talet byttes ut mot torrklosetter. Anläggningen förfogade över flera av varandra oberoende vattenförsörjningar; stadsvatten, dricksvatten från egen borrad brunn och ej rent vatten från kylvattenbassängen för tvätt. Allt matades och styrdes från två stycken tre våningar höga maskinhus, även dessa insprängda i berget. Som alla skyddsrum var det möjligt att förvandla garaget till ett krigsdugligt skyddsrum (inklusive all nödvändig utrustning) inom 48 timmar.
Utrymmet har sedan 1957 enbart nyttjats som garage för 550 bilar och som (vid entrén från Katarinavägen) bensinstation/servicestation. Garaget nås från Katarinavägen 16 intill Slussen och från Tjärhovsgatan vid Björns trädgård. Först 2009 övertogs avtalet mellan OKQ8 och Stockholms stad av "Stockholm parkering", som numera driver parkeringen under namnet "P-hus Slussen", medan OKQ8 skötte bensinstationen och bilservicen. Bensinstationen och garaget stängdes den 31 mars 2016 inför ombyggnaden av Slussen och bygget av en ny bussterminal. Den nya bussterminalen kommer inte att påverka skyddsrummet eller garaget som kommer att anpassas till de nya förhållanden, exempelvis genom ombyggnad av in- och utfartsvalv, anpassningar av tekniska försörjningssystem så som ventilationsanläggningar, sprinkleranläggningar samt vatten och avlopp.

Anläggningen
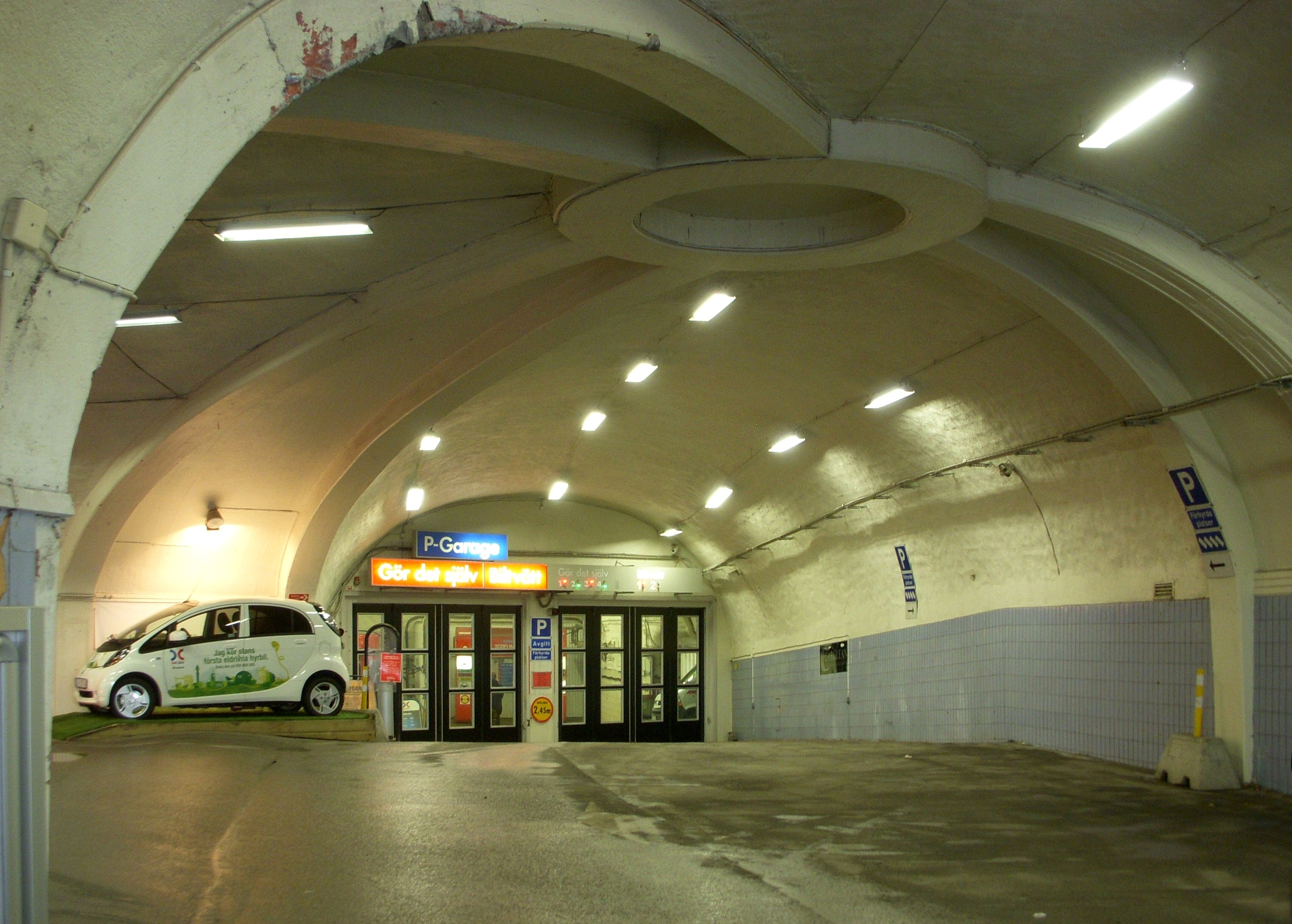
Infart från Katarinavägen
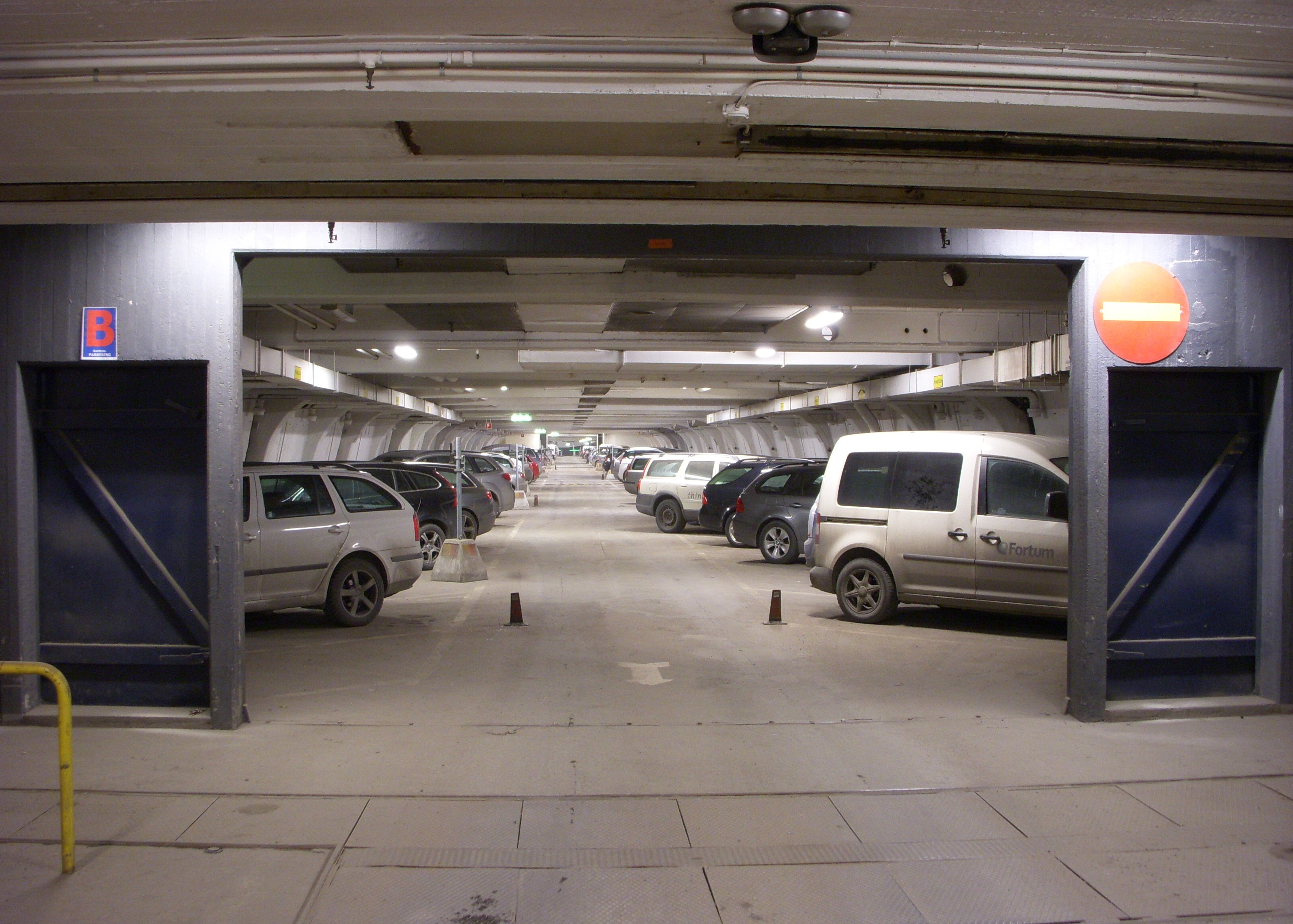
Undre planet
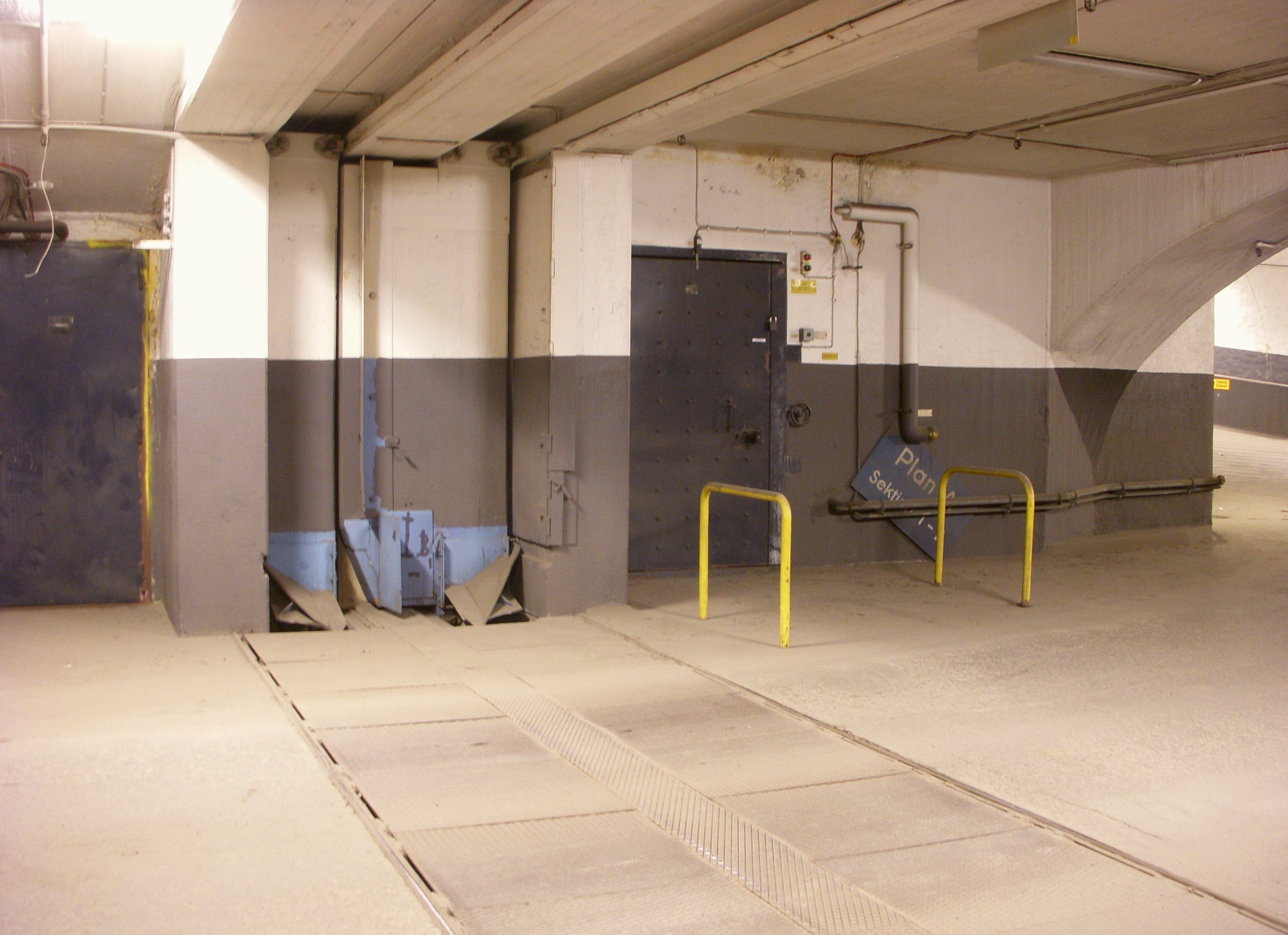
En av sex detonationsportar
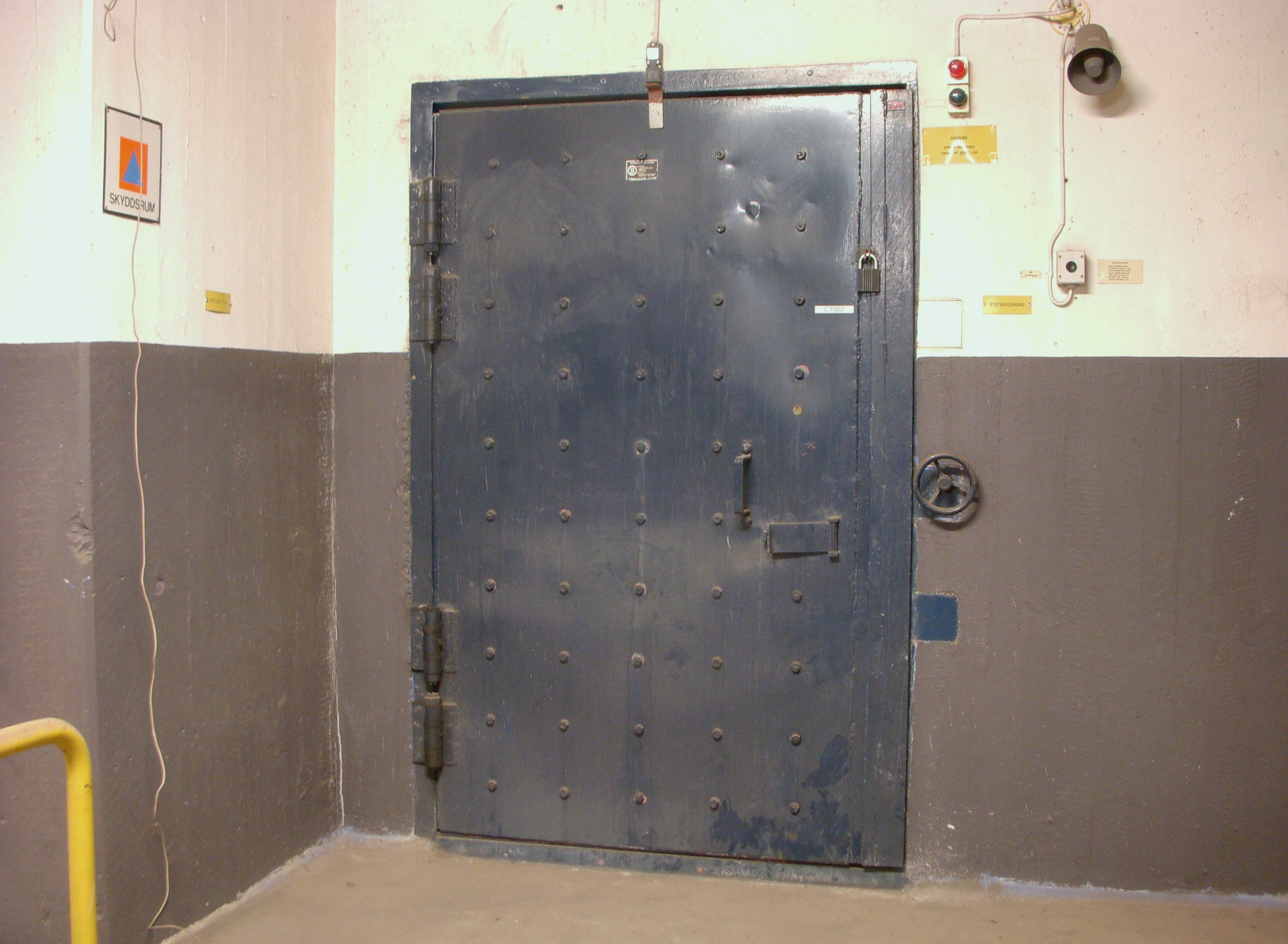
En av flera stötvågsportar

- Detaljer
- Dricksvatten
- Kylaggregat
- Högtalare
- Manöverratt

Skyltar
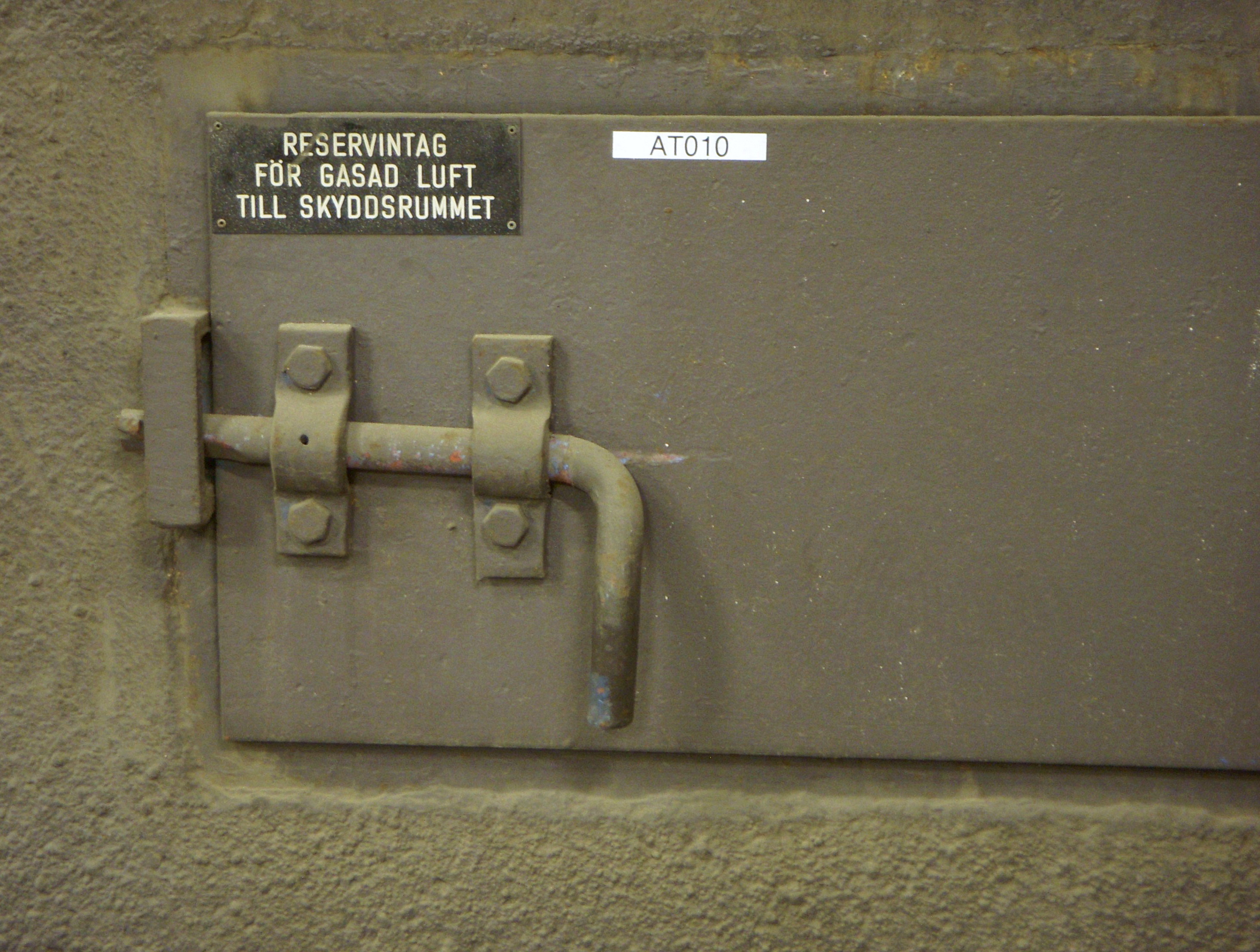
Reservintag för gasad luft
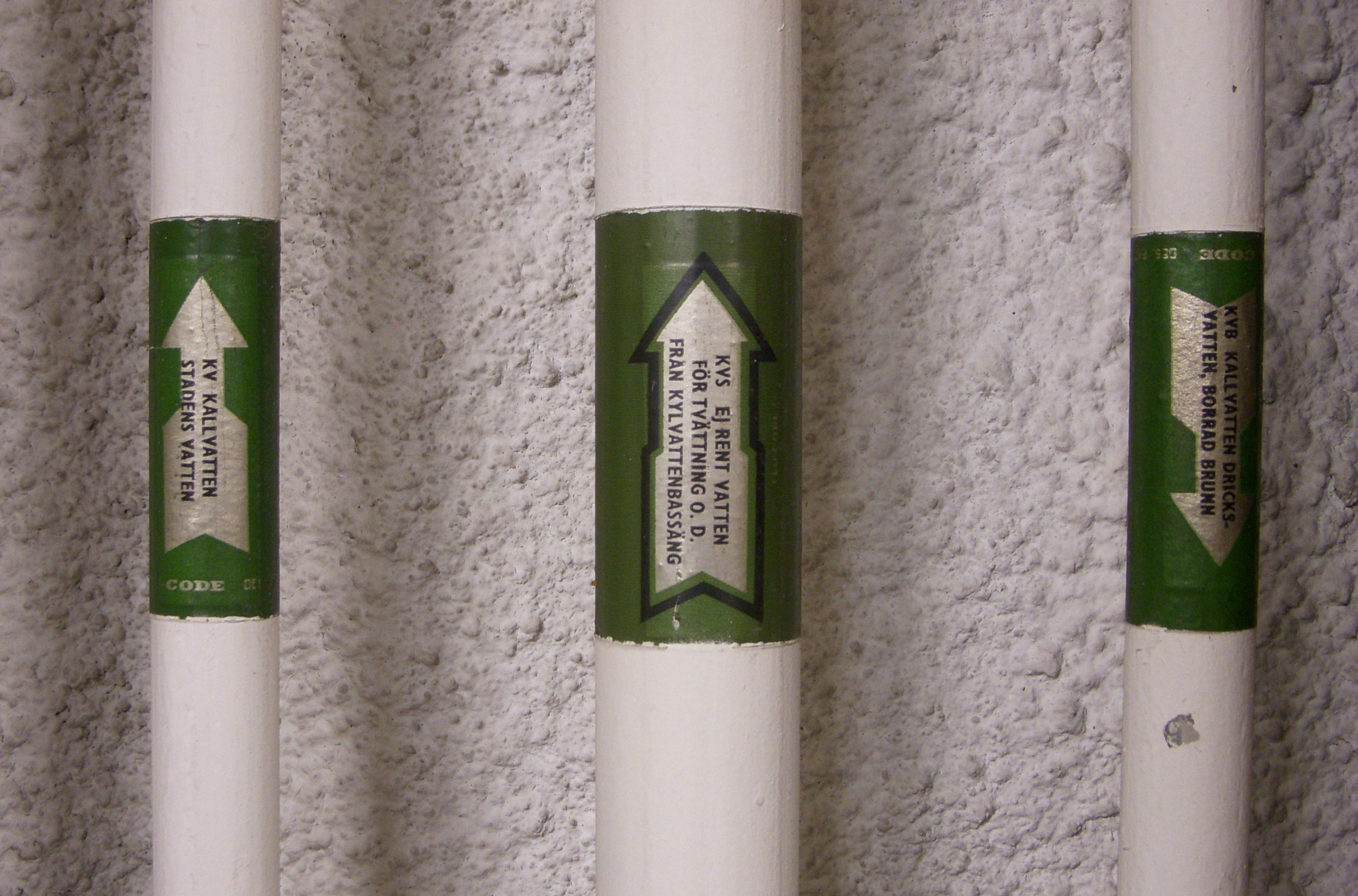
Vattenförsörjningen
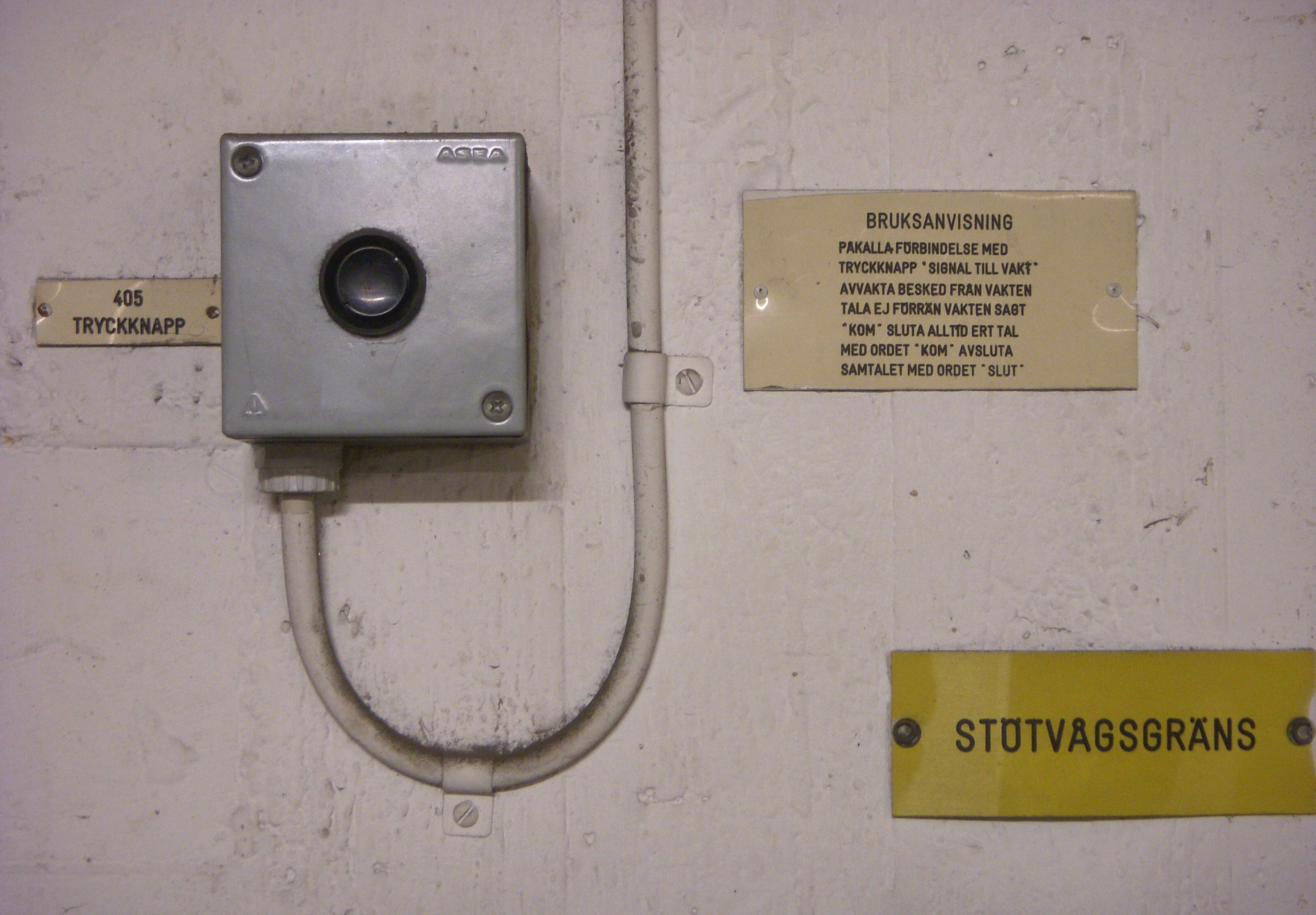
Vid stötvågsdörren
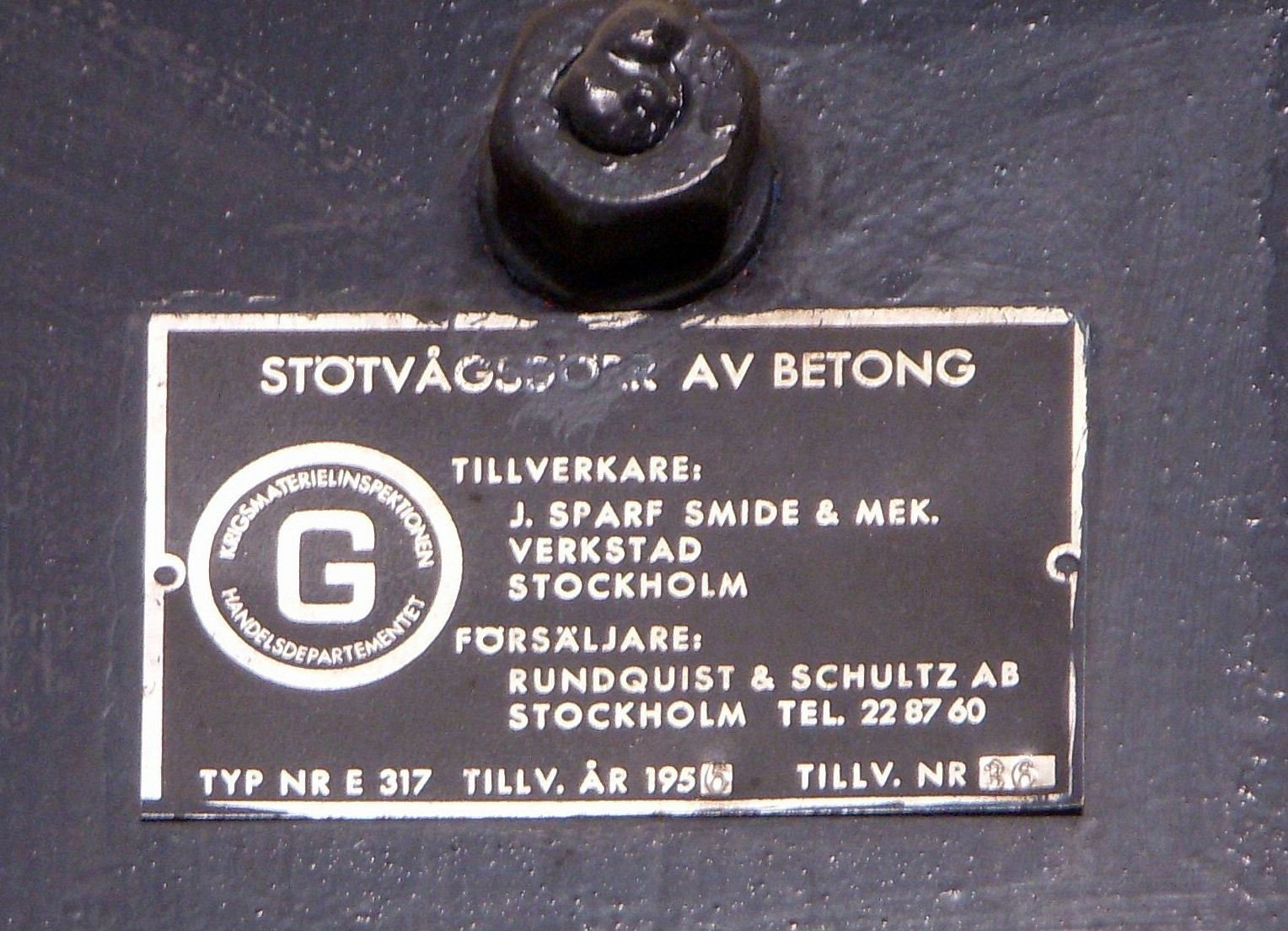
Typskylt på stötvågsdörren

## Källor

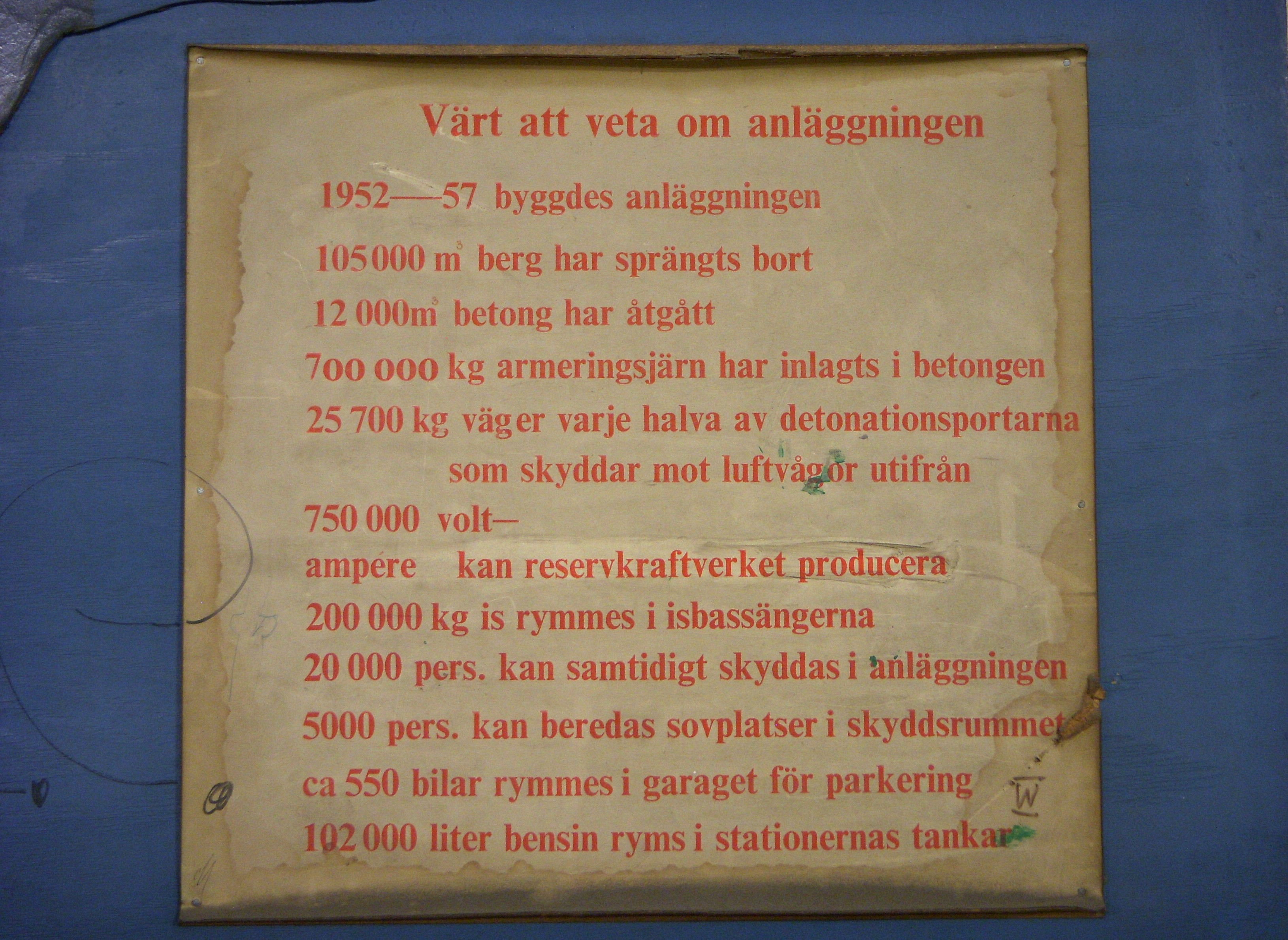
Informationsskylt vid övre utfarten.